# اتو آدو
اتو آدو (انگلیسی: Otto Addo؛ زادهٔ ۹ ژوئن ۱۹۷۵) یک بازیکن سابق فوتبال و مربی اهل غنا است که در پست هافبک بازی می‌کرد.
وی همچنین در تیم ملی فوتبال غنا بازی کرده‌است.